# Espírito Santo
Espírito Santo (portugiesisch für Heiliger Geist, amtlich Estado do Espírito Santo, Kurzzeichen: ES) ist ein Bundesstaat in der Südostregion von Brasilien. Die Bevölkerungszahl betrug bei der Volkszählung 2022 3.833.486 Einwohner, die auf einer Fläche von rund 46.074,4 km² leben. Die Hauptstadt ist Vitória.
Er ist administrativ in 12 Regionen mit 78 Gemeinden (municípios) unterteilt.
49. Gouverneur ist seit dem 1. Januar 2019 Renato Casagrande (PSB).

## Geografie

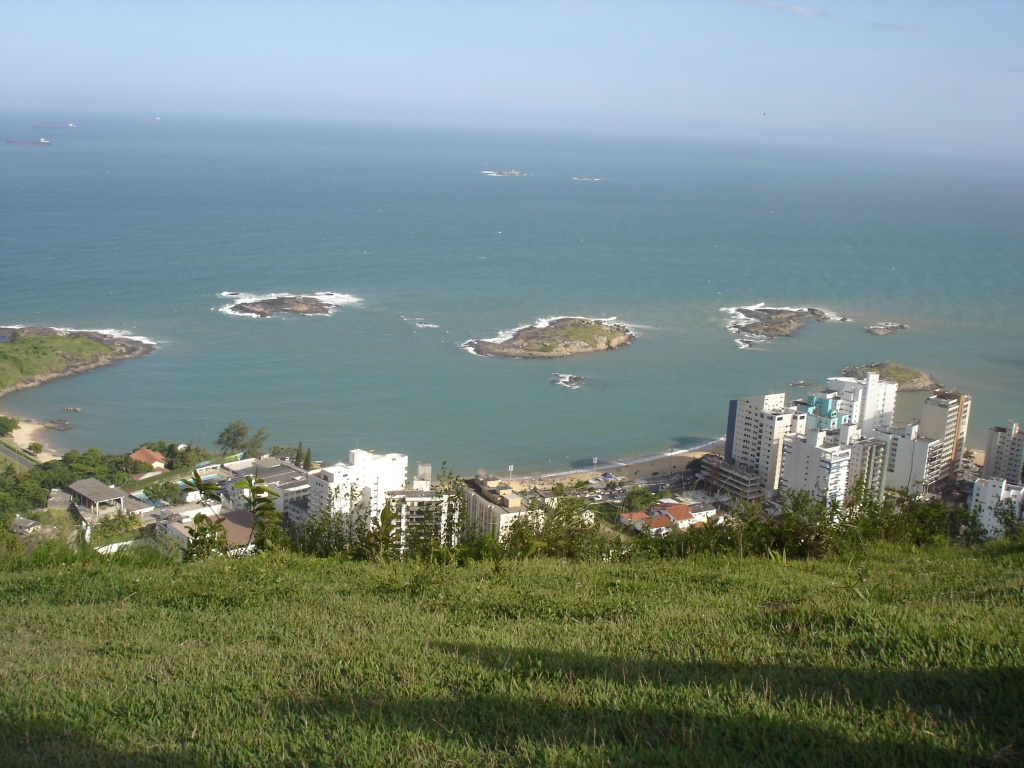
Morro do Moreno in Vila Velha

Der Staat Espírito Santo nimmt eine Fläche von 46.184 km² an der brasilianischen Atlantikküste ein. Er gehört zur Region Südost und grenzt an die Staaten Minas Gerais, Bahia und Rio de Janeiro. Etwa 40 % der Oberfläche befinden sich in einem Streifen aus Ebenen, wenngleich das Relief des Staates bedeutende Höhenunterschiede aufweist. Zwei geographische Regionen lassen sich unterscheiden: das Tiefland Baixada Espírito-Santense sowie das Bergland mit der Serra do Castelo und der Serra do Caparaó, wo mit dem Pico da Bandeira (2892 m) auch die höchste Erhebung von Espírito Santo liegt. Die bedeutendsten Flüsse heißen Rio Doce, São Mateus, Itaúnas, Itapemirim und Jucu. Sie bilden die Küstenebenen des Südostens. Das Klima ist tropisch und feucht, es wird durch die Luftmassen des Atlantischen Ozeans beeinflusst. Die Niederschläge, die 1000 mm bis 1500 mm jährlich ausmachen, fallen vor allem im Sommer. Die Temperatur liegt im Jahresmittel bei 22 °C bis 24 °C.

### Landschaftsformen

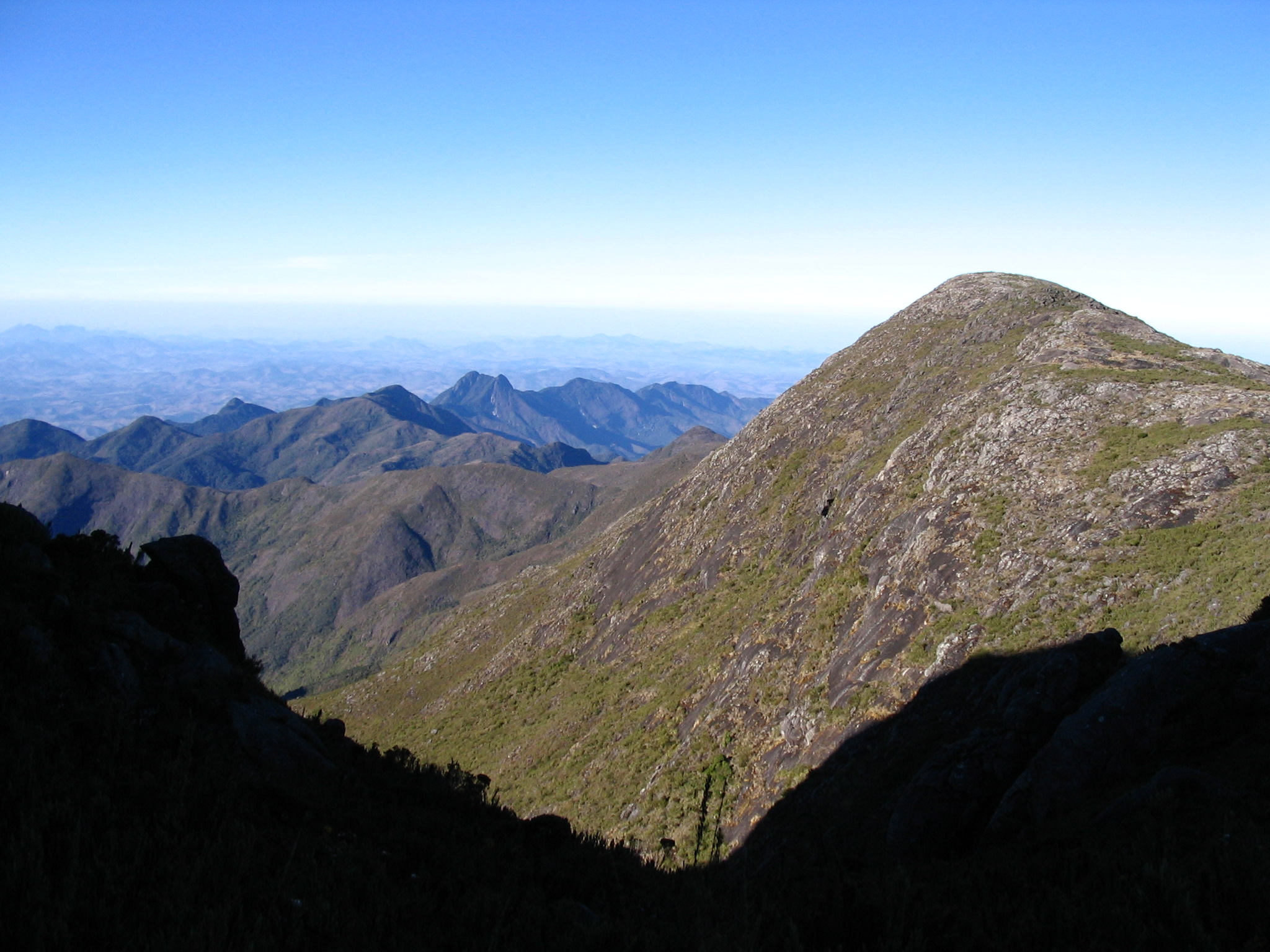
Der Pico da Bandeira ist mit 2891,8 Metern über dem Meeresspiegel der höchste Punkt von Espírito Santo und der dritthöchste Punkt Brasiliens.

Der größte Teil von Espírito Santo ist eine Hochebene, die Teil des atlantischen Massives ist. Er liegt auf einer Höhe von 600–700 m über dem Meeresspiegel, hat eine eher unebene Oberfläche und Gesteine aus dem Archaikum, wo alleinstehende Berge charakteristisch sind. An der Grenze zum Staat Minas Gerais geht die Hochebene in ein Gebirge mit Höhen um 1000 m über dem Meeresspiegel über, hier befinden sich die Serra do Caparaó und die Serra da Chibata und mit dem 2890 m hohen Pico da Bandeira auch einer der höchsten Punkte Brasiliens.
Fünf Landschaftsformen lassen sich in Espírito Santo unterscheiden:
- Küstenebenen mit ausgedehnten Sandflächen, Stränden und Landzungen                  (Restingas).[7]
- Arenitische Plateaus entlang der Küstenebene, die etwa 50 m Höhe haben, relativ eben sind und steil östlich in Richtung Küstenebene abfallen.[8]
- Isolierte Hügel und Berge, die entlang der Küste vorkommen und an einigen Orten Steilküsten bilden, zwischen denen sich Buchten und Naturhäfen bilden, wie etwa die Baía de Vitória[8]
- Schwemmebenen entlang der Flüsse, die teilweise in ein Delta enden wie die Mündung des Rio Doce[8]
- Das Bergland, Ostrand des brasilianischen Berglandes, mit einer durchschnittlichen Höhe von 700 m, wobei hierunter Bergmassive wie die oben genannte Serra do Caparaó herausstehen.[8][7]

Im Unterschied zu den Staaten Rio de Janeiro und São Paulo, wo der Übergang von Hochland zu Ebene fließend ist, ist der Rand des Hochlandes in Espírito Santo zerklüftet, weil die Flüsse tiefe Täler hineingeschnitten haben. In der nördlichen Hälfte des Staates ist der Übergang von den Küstenniederungen zum Hochland im Landesinneren sanfter. Nördlich des Rio Doce gibt es zerklüftetes Land, das nicht sehr hoch liegt, jedoch fälschlicherweise Gebirge genannt wird.

### Küste
Die Küste von Espírito Santo ist im Süden und im Zentrum felsig, mit arenitischen Steilküsten im Süden und großen Granitblöcken in Ufernähe im Zentrum. Während die Küste im Süden und Zentrum stark zerklüftet ist und viele Buchten und vorgelagerte Inseln hat, ist sie im Norden sandig und geradlinig. Dort dominieren Sandstrände und Latschenvegetation sowie ausgedehnte Dünen, besonders in Itaúnas und Conceição da Barra. Zum Bundesstaat gehören auch die 12,5 km² große Insel Trindade, die sich 1140 km östlich der Küste mitten im Atlantischen Ozean befindet, sowie die 30 km von Trindade entfernte Martim Vaz. Von den insgesamt 73 Inseln des Staates liegen allein 50 in der Hauptstadt Vitória.

### Klima
In Espírito Santo gibt es zwei grundsätzliche Ausformungen des Klimas, nämlich tropisch-feuchtes Monsunklima Am und Savannenklima Aw nach der effektiven Klimaklassifikation von Köppen & Geiger, sowie tropisches Höhenklima. Ersteres herrscht in den niedrigen Lagen vor, es ist durch ganzjährige Wärme und mittlere Temperaturen oberhalb von 22 °C gekennzeichnet. Dieser Regenwald-Klimatyp mit mehr als 1250 mm Niederschlag pro Jahr und einer schwach ausgeprägten Trockenzeit ist an der nördlichen Küste, am Fuß des Berglandes und in der Region Vitória vorherrschend. Im Rest der Ebenen trifft man auf Klima mit 1000 mm Niederschlag und einer deutlich ausgeprägten Trockenzeit. Das Höhenklima ohne Trockenzeit beherrscht den bergigen Süden des Staates; es kennt niedrige Temperaturen im Winter, ein Jahresmittel von 18 °C und starke klimatische Schwankungen.

### Flora und Fauna

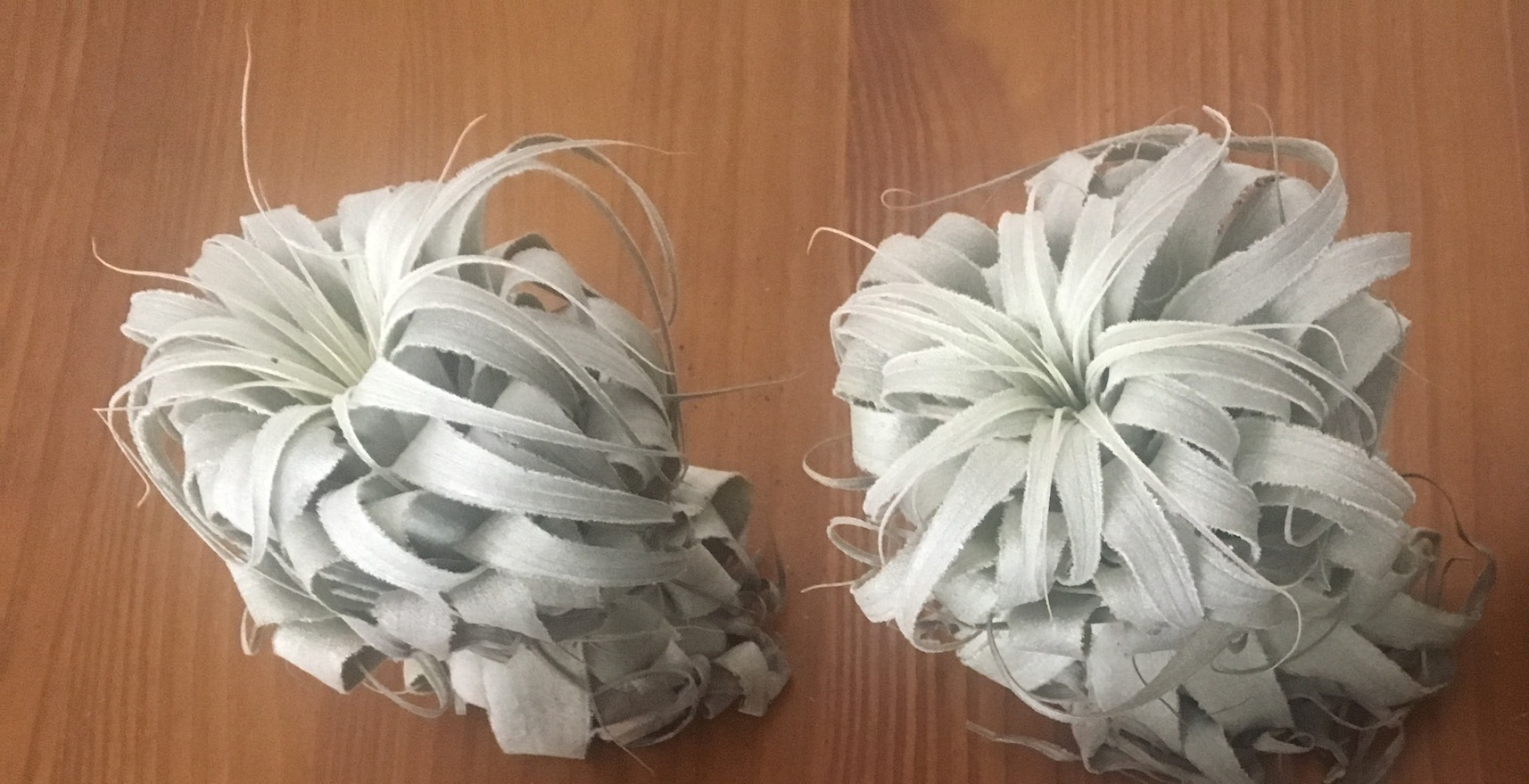
Tillandsia eltoniana

Das gesamte Gebiet von Espírito Santo war früher einmal komplett von tropischem Wald bedeckt. Er ist im Süden des Staates, wo die Besiedelung durch den Menschen am frühesten einsetzte, komplett verschwunden. Die Suche nach neuen Ackerflächen und der Holz- und vor allem Hartholzeinschlag haben zur Ausweitung der landwirtschaftlich genutzten Fläche, der Weidegebiete und zerstörten Flächen geführt. Nur im Norden des Staates, wo die Abholzung noch voranschreitet, sind Waldreserven vorhanden. Die Serra do Caparaó, die früher gänzlich von Mata Atlântica bedeckt war, ist heute komplett verwüstet und Grünland ist nur auf Höhen ab 2000 m über dem Meeresspiegel vorhanden. Die neotropische Bromelie Tillandsia eltoniana ist ausschließlich im brasilianischen Bundesstaat Espírito Santo anzutreffen.

### Gewässer
Die wichtigsten Flüsse des Bundesstaates sind von Norden nach Süden der Rio Itaúnas, der Rio São Mateus, der Rio Doce und der Rio Itapemirim. Sie alle fließen von Westen nach Osten. Der wichtigste Fluss ist der Rio Doce, der in Minas Gerais entspringt und den Staat Espírito Santo in zwei fast gleich große Hälften teilt. In seinem Delta gibt es zahlreiche Lagunen, von denen die Lagoa Juparanã die bedeutendste ist.

### Städte
|  | Stadt                   | Nr. | Einwohner       | Mesoregion    |
|  | ----------------------- | --- | --------------- | ------------- |
|  | Vila Velha              | 001 | 414.586 501.325 | Central       |
|  | Serra                   | 002 | 409.267 527.240 | Central       |
|  | Cariacica               | 003 | 348.738 383.917 | Central       |
|  | Vitória (Hauptstadt)    | 004 | 327.801 365.855 | Central       |
|  | Cachoeiro de Itapemirim | 005 | 189.889 210.589 | Sul           |
|  | Linhares                | 006 | 141.306 176.688 | Litoral Norte |
|  | Colatina                | 007 | 111.788 123.400 | Noroeste      |
|  | São Mateus              | 008 | 109.028 132.642 | Litoral Norte |
|  | Guarapari               | 009 | 105.286 126.701 | Central       |
|  | Aracruz                 | 010 | 81.832 103.101  | Litoral Norte |

## Bevölkerung

Bevölkerungsdichte Espírito Santo.
0–25 EW/km²
25–50 EW/km²
50–100 EW/km²
100–150 EW/km²
150–200 EW/km²
200–300 EW/km²
300–400 EW/km²
400–500 EW/km²
> 500 EW/km²

Die vom IBGE durchgeführte Volkszählung des Jahres 2022 ergab, dass der Staat Espírito Santo 3.833.486 Einwohner hatte, wobei die Einwohnerzahl im Jahr 1991 noch bei 2.548.231 und im Jahr 2010 bei 3.514.952 lag. Er ist damit auf Rang 15 der bevölkerungsreichsten Staaten Brasiliens, 1,89 % der Brasilianer wohnen hier. Die gleiche Volkszählung zeigte weiterhin, dass in Espírito Santo 1.870.063 Männer und 1.963.649 Frauen leben. Im Jahr 2010 entfielen auf die Städte 2.931.472 Einwohner; 583.480 Menschen bevölkern die ländlichen Gebiete. In den zehn Jahren zuvor verzeichnete der Staat somit ein Bevölkerungswachstum von 13,59 %, das Wachstum der Städte war dabei deutlich höher als jenes der Landbevölkerung. Bis 2030 wird ein Anstieg auf fast 4,5 Millionen Einwohner vorausgesagt.
Die Bevölkerungsdichte des Staates liegt bei 88,21 Einwohner pro Quadratkilometer, damit liegt der Staat in der Rangliste der am dichtesten besiedelten Staaten Brasiliens auf Platz sieben. Die Verteilung der Bevölkerung ist ungleich, mit höheren Konzentrationen in der Region um die Hauptstadt Vitória und in der Bergregion im Inneren des Staates. Die Ebenen entlang der Küsten haben fast überall eine niedrigere Bevölkerungsdichte als der Landesdurchschnitt. Der nördliche Teil der Küstenebene ist am dünnsten besiedelt.
In zwei Gemeinden des Staates gilt Ostpommersch neben Portugiesisch als zweite Amtssprache: in Vila Pavão und Santa Maria de Jetibá. Im August 2011 wurde mit PIC 11/2009 der Artikel 182 der Staatsverfassung so geändert, dass die pommersche Sprache zusammen mit der deutschen Sprache zum kulturellen Erbe des Staates gehören.

### Religion

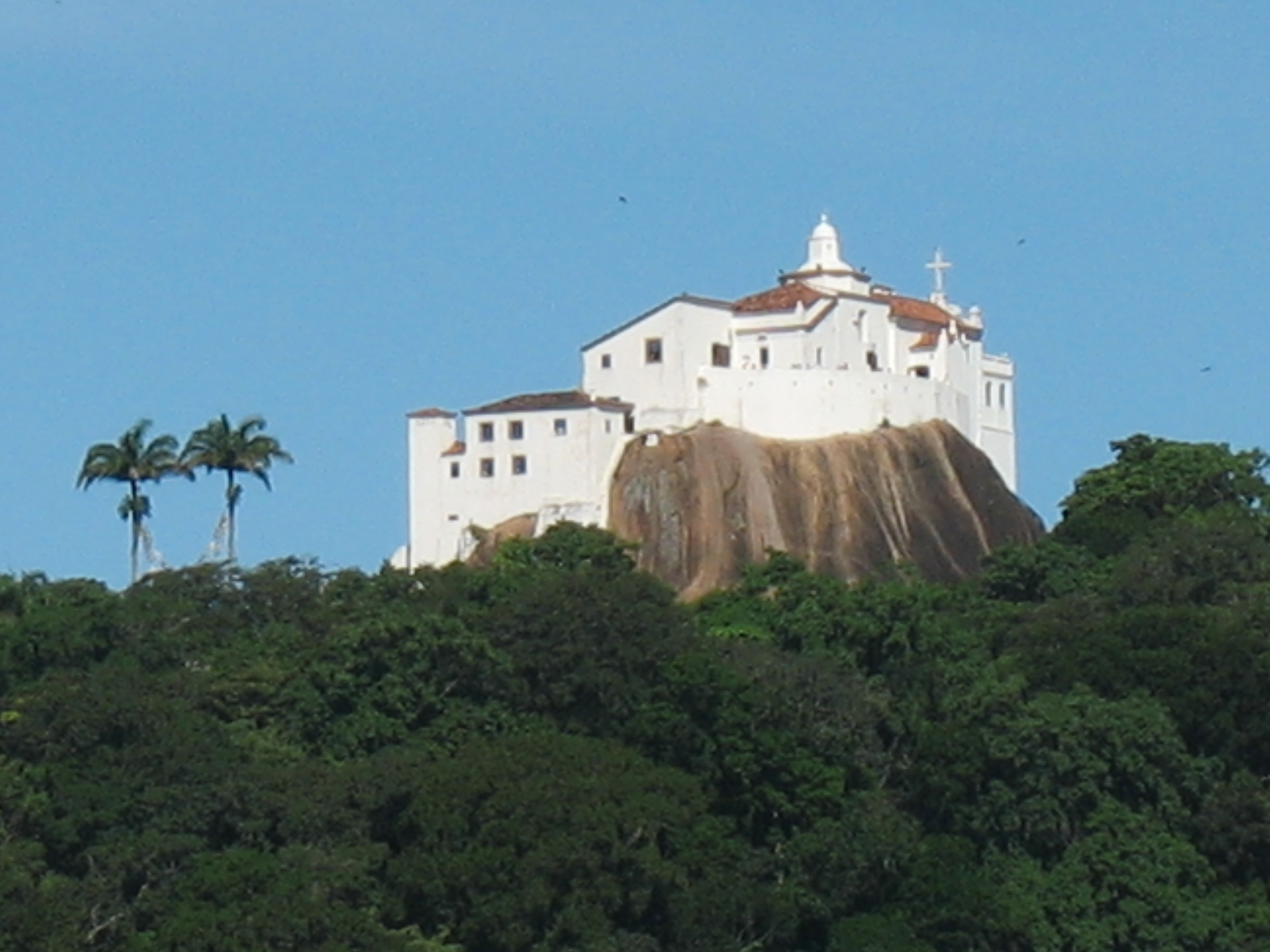
Der Convento da Penha

Obwohl traditionell der Katholizismus die dominierende Religion in Espírito Santo ist, gab es in den letzten Jahrzehnten eine erhebliche Steigerung der Anhänger der Pfingstbewegungen. Laut der Volkszählung von 2010 ist die katholische Kirche die Religion von 53,4 % der Einwohner von Espírito Santo. Administrativ ist die katholische Kirche in eine Erzdiözese, nämlich das Erzbistum Vitória, und drei Diözesen aufgeteilt: Bistum São Mateus, Bistum Colatina und Bistum Cachoeiro de Itapemirim. Mit dem Convento da Penha und der Basilika des Heiligen Antonius sind zwei der wichtigsten historischen Baudenkmäler des Staates auf den katholischen Glauben zurückzuführen. Aus der Volkszählung 2010 geht weiters hervor, dass 33,1 % der Bevölkerung von Espírito Santo Anhänger der evangelischen Kirchen sind, das ist der höchste Anteil in ganz Brasilien. Es gibt zahlreiche Evangelikale Kirchen, die größten davon sind die Assembléia de Deus in ihren verschiedenen Verzweigungen, gefolgt von der Igreja Cristã Maranata, die vor 43 Jahren in Espírito Santo gegründet wurde, der vielgestaltigen baptistischen Kirche und der Igreja Universal do Reino de Deus.
Es finden sich auch Religionen afrikanischen Ursprunges, wie Spiritisten und andere. Die Evangelisch-lutherischen Kirchen sind auch im ganzen Staat präsent, vor allem im Hochland, wo es mehr Nachkommen von Deutschen und Pommern gibt. Mit dem Zen-Kloster Morro da Vargem von Ibiraçu befindet sich das älteste Zenkloster Lateinamerikas in Espírito Santo, genau wie der 1555 gebaute Convento da Penha das erste Kloster Brasiliens war und die erste lutherische Kirche ebenfalls in Espírito Santo stand.
Nach Angaben der Volkszählung 2010 durch das brasilianische Institut für Geographie und Statistik (IBGE) besteht die Bevölkerung von Espírito Santo aus 53,4 % Katholiken, 33,1 % Evangelikalen, 9,61 % nichtreligiösen Menschen, 0,72 % Spiritisten, 0,02 % Buddhisten, 0,14 % Umbandisten und 0,01 % Juden.

## Geschichte

### Vorkoloniale Geschichte

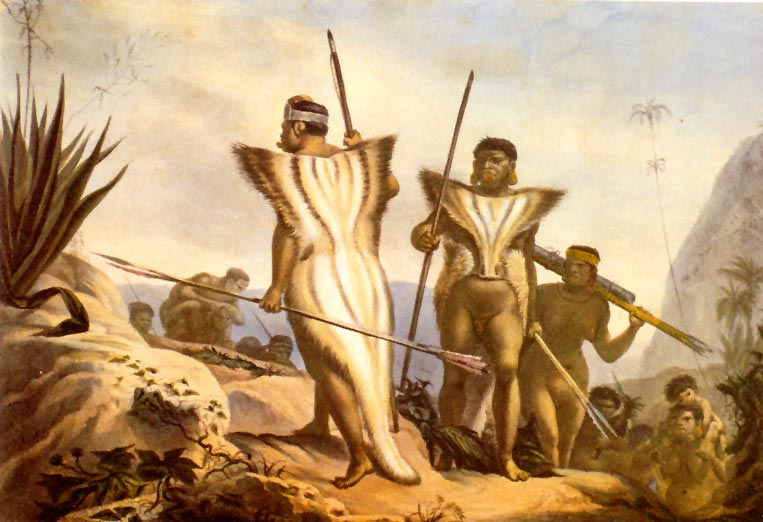
Eine Familie der Botokuden.

Vor Ankunft der Europäer wurde die Region von verschiedenen indigenen Stämmen bewohnt, die alle dem Tupí-Volk angehörten. Die Stämme des Hinterlandes wurden Botokuden genannt, ihnen wurde kriegerisches und feindseliges Verhalten, inklusive des Kannibalismus, zugeschrieben. Die im Tiefland an der Küste lebenden Stämme waren auch feindlich, hatten aber etwas andere Gebräuche. Die indigenen Völker im Süden des heutigen Espírito Santo und in der Serra Caparaó galten als friedlich, und ihr Name leitet sich von ihrer Gewohnheit ab, Besucher in die Serra do Castelo zu bringen, um die Stille zu hören. Die übrigen Stämme waren Aimorés und Goitacás.

### Frühzeit der portugiesischen Kolonialherrschaft

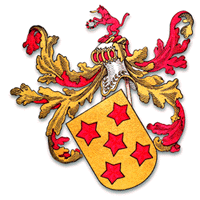
Wappen von Vasco Fernandes Coutinho.

Am 23. Mai 1535 ging der portugiesische Adelige Vasco Fernandes Coutinho, ein Veteran der Eroberungen in Afrika und Indien, im später von König Johann III. eingerichteten Kapitanat Espírito Santo an Land. Da gerade Pfingstsonntag (auf Portugiesisch domingo do Espírito Santo, Sonntag des Heiligen Geistes) war, nannte er das Dorf, das er erbauen ließ, und das zugehörige Gebiet Espírito Santo. Dazu gehörten die 50 Meilen Küste zwischen den Flüssen Mucuri und Itapemirim, und 50 Meilen tief das Hinterland ab der Stelle, wo das Gebiet im Norden an die Parzelle von Pero de Campos Tourinho grenzte, der mit dem Kapitanat Porto Seguro beschenkt worden war. Die damals gegründete Vila do Espírito Santo heißt heute Vila Velha. Noch im Jahr 1535 wurde aus der Vila ein Kapitanat, im Jahr 1822 die Provinz Espírito Santo und im Jahre 1889 der Bundesstaat Espírito Santo.
Die Gründung der Siedlung war eine Geschichte des Kampfes, weil die Ureinwohner ihre Gärten und Häuser den Portugiesen nicht ohne Widerstand überlassen wollten. Sie zogen sich in den Wald zurück, wo sie sich formierten und einen Guerilla-Kampf begannen, der mit kurzen Ruhepausen bis zur Mitte des 17. Jahrhunderts dauerte. Vasco Fernandes Coutinho hatte somit ein hartes Los gezogen. Für den Herren von Espírito Santo war das Kapitanat ein Geschenk, das sich in eine Strafe verwandelt hatte. Um sein Dorf zu retten, musste er sein ganzes Vermögen einsetzen, so dass er arm und mittellos starb. Der Beschenkte war nicht nur mit der Aufmüpfigkeit der Eingeborenen, sondern auch mit Zwietracht unter den Portugiesen konfrontiert. Kraft seiner Befugnisse, die er zusammen mit der Schenkungsurkunde erhalten hatte, überließ er seinen Kameraden Jorge de Meneses und Duarte Lemos große Ländereien. Damit schuf er zwei unversöhnliche Rivalen.

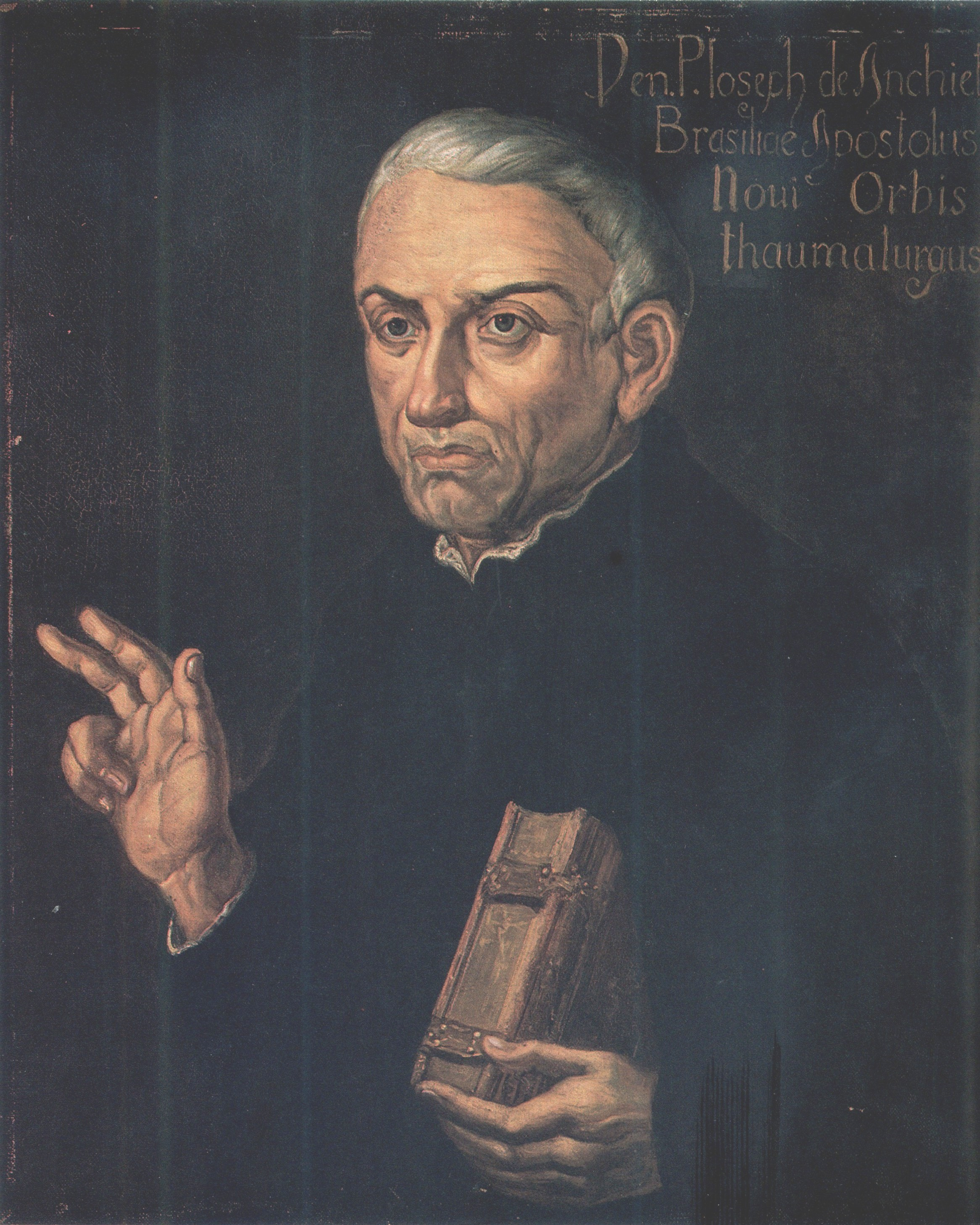
José de Anchieta (1534–1597).

Duarte de Lemos gründete Vitória, damals unter dem Namen Vila Nova, auf der Insel Ilha de Santo Antônio, die in einer strategisch günstigen Lage, die jener von Vila Velha überlegen war, wenn es darum ging, sich gegen die Indios zu verteidigen. Dorthin verlegte er auch den Sitz des Kapitanates. Zur gleichen Zeit kamen die Jesuiten an, was zu Auseinandersetzungen mit den Siedlern führte, denn die Siedler wollten die Indios versklaven und nicht bekehren. Die Anwesenheit von Pater José de Anchieta war von ganz besonderer Bedeutung für die Arbeit der Priester der Gesellschaft Jesu im Land des Heiligen Geistes: Im Jahr 1561 wählte Anchieta das Dorf Reritiba zu seinem Wohnsitz. Von dort aus reiste er häufig zur Erfüllung seiner Pflichten nach São Paulo, Rio de Janeiro oder Bahia. Zwei Gedichte schrieb er in Reritiba: De Beata Virgine dei Marte Maria und De gestis Mendi de Saa. Bei Letzterem handelt es sich um ein Heldenepos, das die Entsendung eines Geschwaders durch den Generalgouverneur von Brasilien Mem de Sá aus Bahia behandelt, das Vasco Fernandes Coutinho und seine Leute retten sollte, die auf der Insel Ilha de Vitória von den Tamoios belagert wurden. Die meisten Kämpfer der Ureinwohner waren in einem befestigten Dorf in der Nähe des Flusses Cricaré konzentriert. Dort kam es am 22. Mai 1558 zur entscheidenden Schlacht. Die Portugiesen siegten, aber erlitten schwere Verluste. Unter den Toten waren der Sohn von Mem de Sá, Fernão de Sá, der das Schwadron befohlen hatte, und zwei Söhne des Caramuru (Diogo Álvares Correia) mit der Indianerin Paraguaçu.

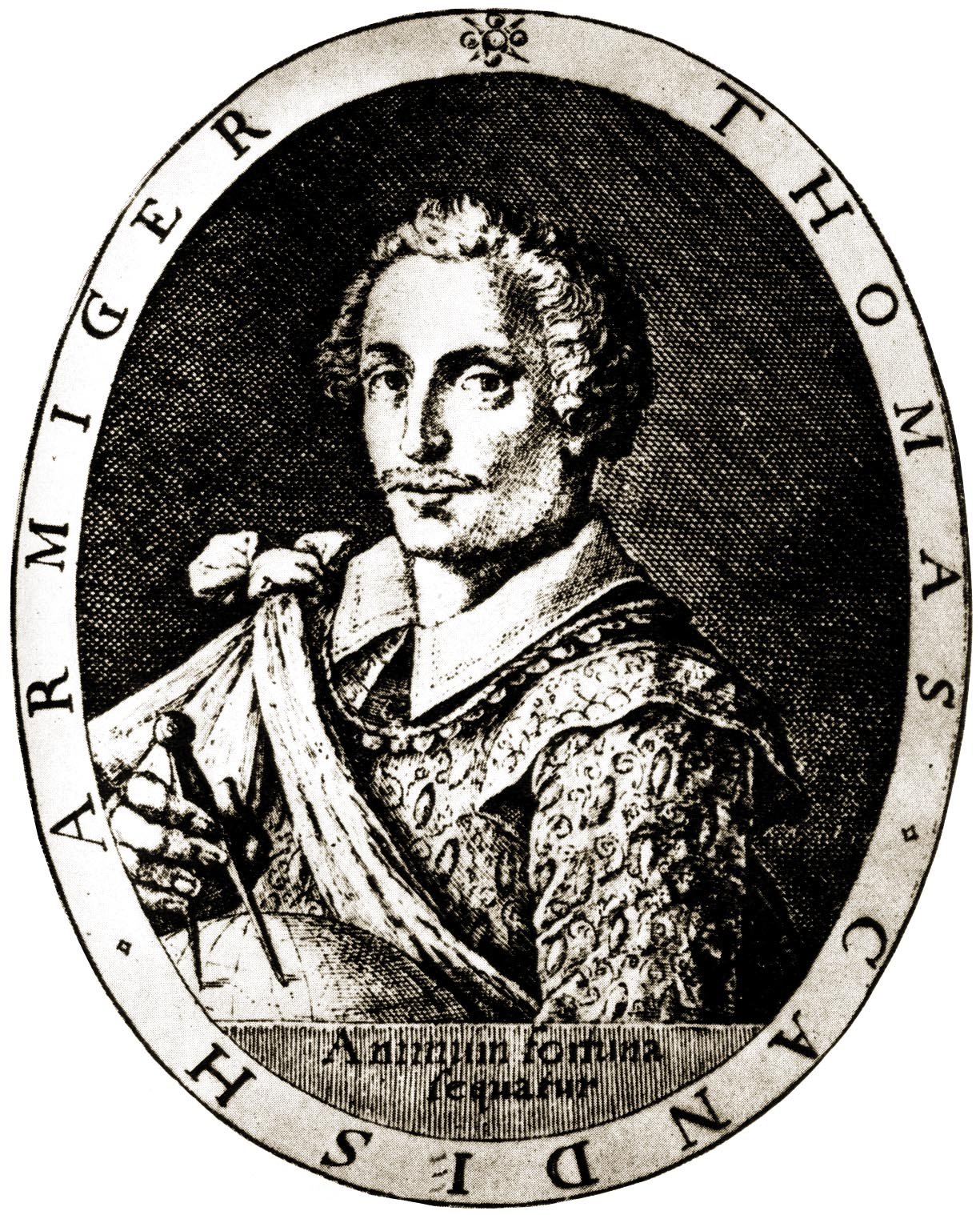
Thomas Cavendish (1555–1592)

Die strategisch günstige Lage des Kapitanats, vor allem dank seiner Nähe zu Rio de Janeiro, machte es zum Ziel mehrerer Angriffe anderer Kolonialmächte. Im Jahre 1592 schlug man einen Angriff der Briten unter dem Kommando von Thomas Cavendish zurück. Im Jahre 1625 musste Francisco de Aguiar Coutinho einen ersten Angriff der Holländer unter Piet Pieterszoon Heyn abwehren, wobei sich die Volksheldin Maria Ortiz im Kampf hervortat. Im Jahre 1640 liefen die Niederländer mit sieben Schiffen erneut Espírito Santo an, dieses Mal unter dem Kommando von Oberst Koin. Es gelang ihnen, mit 400 Männern zu landen, wurden aber von Generalkapitän João Dias Guedes vertrieben und konnten sich nicht wie geplant in Vitória festsetzen. Dann griffen sie Vila Velha an, wo sie auch zurückgeschlagen wurden. Die koloniale Regierung beschloss angesichts der wiederholten Angriffe, in Vitória 40 Infanteristen der regulären Truppen zu stationieren. Gleichwohl gelang es Koin, zwei mit Zucker beladene Schiffe anzugreifen und zu versenken.
Die Verarmung der Bevölkerung und die damit verbundene Abwanderung bedrohte das Kapitanat in seiner Frühphase mehrmals. Das Vorhaben der Kolonisierung war mühsam und kostspielig, die landwirtschaftlichen Ansätze konnten nicht vertieft werden und die Grundlagen zur weiteren Kolonisierung waren schwach. Im Jahre 1627 starb Francisco de Aguiar Coutinho, dessen Nachfolger Ambrósio de Aguiar Coutinho war am Kapitanat nicht interessiert und wurde Gouverneur der Azoren. Es wechselten sich mehrere Personen an der Spitze des Kapitanats ab, sie erreichten aufgrund von Streitigkeiten mit der Verwaltung wenig. Mit Erreichen der Volljährigkeit im Jahre 1667 wurde Antônio Luís Gonçalves da Câmara Coutinho, der letzte Nachfahre des ersten Kapitäns, von Hauptmann Antônio Mendes de Figueiredo zum Kapitän ernannt, er wurde ein fleißiger und respektierter Herrscher. Im Jahre 1674 wurde das Gebiet vom letzten Vertreter der Familie Câmara Coutinho für 50.000 Cruzados an den bahianischen Adeligen Francisco Gil de Araújo verkauft. Dieser Kauf wurde mit der Carta Régia vom 18. März 1675 bestätigt.

### Suche nach Edelsteinen

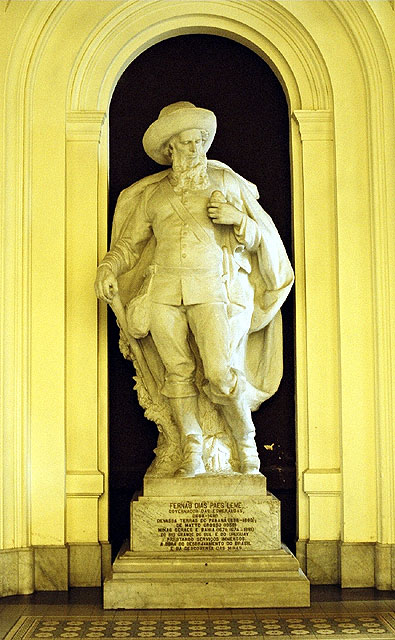
Denkmal für Fernão Dias Pais im Museu Paulista.

Unter der Regierung des neuen Patriarchen entwickelten sich Landwirtschaft und Handel. Das Hauptmotiv für den Kauf des Kapitanates war jedoch die Hoffnung, grüne Steine, also Smaragde, finden zu können. Diese Hoffnung wurde enttäuscht. Die Suche nach Edelsteinen begann auf Initiative der Regierung. Die ersten Expeditionen, von einigen Historikern als Espírito-Santo-Zyklus bezeichnet, waren einfache Vorstöße ins Hinterland. Die Zahl dieser Expeditionen war nicht hoch, sie führten kaum zu greifbaren Ergebnissen, sie erweckten jedoch das Interesse am Hinterland und zeigten auf, wie wichtig Kenntnisse über die Region waren. Zu den wichtigsten gehören die Expeditionen von Diogo Martins Cão (1596), Marcos de Azeredo (1611) und Agostinho Barbalho de Bezerra (1664), die entlang des Rio Doce vorstießen. Francisco Gil de Araújo gründete die Stadt Nossa Senhora de Guarapari und baute die Festungen Monte do Carmo und São Francisco Xavier. Die zerstörte Festung São João ließ er wieder aufbauen.
Gil de Araújo finanzierte Vorstöße über den Fluss Rio Doce hinaus in die Serra das Esmeraldas, die zu Kontakt mit den Paulistas unter Fernão Dias Pais geführt haben können. Der große Einsatz an Arbeit und Kapital führte jedoch nicht zum erhofften Fund von Edelmetall. Lediglich neue Siedlungen und Zuckerrohrpflanzungen wurden gegründet, so dass die Gewinne die Investitionen nicht ausgleichen konnten. Der Sohn und Erbe des Patriarchen dürfte aus diesem Grund entschieden haben, sich vom väterlichen Besitz fernzuhalten. Nach dem Tod von Gil de Araújo hatte das Kapitanat keinen Besitzer mehr und wurde von Cosme Rolim de Moura, dem Vetter des Patriarchen, an die portugiesische Krone verkauft. Von nun an fiel Espírito Santo wieder in die Zuständigkeit des Kapitanates Bahia und seinen desinteressierten Obersten.
Während des 18. Jahrhunderts lebte das Interesse am Bergbau auf, beflügelt durch die Entdeckung von geringen Mengen Gold im Fluss Rio Doce durch Antônio Rodrigues Arzão im Jahre 1692. Es folgten zahlreiche Expeditionen und die Eröffnung einer Straße nach Minas Gerais, während die Goldadern in Castelo Bewohner der benachbarten Kapitanate anzogen. Es kam somit zu einem neuen Impuls zur Entschließung des Landes, kühnen Siedlern wurden neue Latifundien gewährt. Diese Aktivitäten weckten die Aufmerksamkeit der Kolonialverwaltung in Bahia, die sich um das königliche Monopol sorgte und Angst vor einer möglichen ausländischen Invasion in Richtung Minas Gerais durch Espírito Santo bekam. Sie ergriff daher Maßnahmen, das Kapitanat besser zu verteidigen, während ein königlicher Befehl die Fortsetzung der Erkundungen untersagte. Dies verhinderte Vorstöße zur Eröffnung weiterer Minen. Das Kapitanat musste sich also gegen Überraschungsangriffe auf seine Küsten wappnen, abgesehen davon war es wegen seiner natürlichen Schutzwälle, von gefährlichen Ureinwohnern bewohnte dichte Wälder, vom Rest der Kolonie isoliert. Wenngleich im Jahre 1741 die Grafschaft Vitória gegründet wurde, die São Salvador de Campos und São João da Barra umfasste, machte die Kolonisierung keine Fortschritte. Im Jahre 1747 schrieb der Aufseher Manuel Nunes Macedo, dass es in Vitória kein Gefängnis oder Rathaus gibt, weil diese Gebäude eingestürzt sind und niemand meiner Vorgänger sich um ihren Aufbau gekümmert hat. Die Regierung verfügt über kein Einkommen.
Das Drängen der Bergleute und die Verbesserungen der Befestigungsanlagen ermöglichten es, die Verbote zu lockern. Im Jahre 1758 wurde in königlichem Auftrag eine Straße zu den Minen eröffnet und im Dorf Campos dos Goytacazes eine Zollstation eingerichtet.
Im Jahre 1797 setzte König Johann VI. im Kapitanat Espírito Santo, dass er als fast ausgestorben sowie unwissenden und wenig eifrigen Obersten anvertraut sah, einen neuen Oberst ein. Er wählte dazu den bewährten und angesehener Fregattenkapitän Antônio Pires da Silva Pontes aus.
Der neue Gouverneur trat sein Amt am 29. März 1800 an. Eines seiner ersten Ziele war eine bessere Verbindung mit Minas Gerais. Am 8. Oktober des gleichen Jahres unterzeichnete Silva Pontes ein Abkommen mit einem Vertreter der Regierung von Minas, das die Steuererhebung zwischen den beiden Kapitanaten regelte. Er interessierte sich auch für die Schifffahrt auf dem Rio Doce, für den Straßenbau, für die Erweiterung der Landwirtschaft und die Besiedelung des Territoriums. Im Jahre 1810 wurde das Kapitanat unabhängig von Bahia und unterstand nun direkt dem Generalgouverneur. Manuel Vieira de Albuquerque Touvar, der damals den Posten des Generalgouverneurs innehatte, unterstützte das Programm von Silva Pontes. Er gab den alten Ruinen des Ortes Coutins auch den Namen Linhares.
Die Kolonialzeit endete unter besseren Vorzeichen, vor allem aufgrund des Fleißes von Francisco Alberto Rubim, der im Jahr 1812 zum Gouverneur ernannt wurde. Er war der Autor des statistischen Werkes aus dem Jahre 1817, das für das gleiche Jahr 24.587 Einwohner, sechs Dörfer, acht Städte und acht Pfarren angab. Die Bevölkerung des Territoriums und die demographische Basis hatten sich also gefestigt. Angesichts der Schwierigkeiten zeigen diese Daten nicht unerhebliche Fortschritte.
Am 20. März 1820 wurde Baltasar de Sousa Botelho e Vasconcelos als Gouverneur eingesetzt, dem es zufiel, das Kapitanat in den hektischen Tagen der Unabhängigkeit zu führen und an die Junta der provisorischen Regierung zu übergeben. Schon vor Inkrafttreten der Verfassung des Reiches wurde der Aufseher Inácio Acióli de Vasconcelos zum Präsidenten der Provinz ernannt.

### Entwicklung der Provinz

Karte der kaiserlichen Provinzen Brasiliens im Jahre 1822

Während der Unabhängigkeitsbewegung im März und April 1821 gab es in der Provinz Espírito Santo mehrere politische Umwälzungen: man wählte seine Vertreter am Hof zu Lissabon. Nach der Ausrufung der Unabhängigkeit Brasiliens gab man der neuen politischen Realität volle Unterstützung. Am 1. Oktober 1822 erkannte man Peter I. als Kaiser von Brasilien an.
Die Provinzregierung war mit einer schweren Wirtschaftskrise in den frühen 1820er Jahren konfrontiert, die durch einen Einbruch der landwirtschaftlichen Produktion aufgrund anhaltender Trockenheit verursacht wurde. Dennoch führte man den Anbau von Kaffee ein. Zu diesem Zweck förderte die Regierung die Nutzung von Grundstücken durch ausländische Siedler, aber auch die Ankunft von Bauern aus Rio de Janeiro, Minas Gerais und São Paulo. Wie in anderen Provinzen des Südens war der kleine Bauernhof das Rückgrat der Landwirtschaft von Espírito Santo, während in anderen Gebieten Südamerikas Großgrundbesitz vorherrschte.
Die landwirtschaftlich genutzte Fläche weitete sich bald auf das zentrale Bergland aus. Im Jahre 1846 wurde die Kolonie Santa Isabel (Campinho) mit deutschen Einwanderern aus dem Hunsrück gegründet. Im Jahre 1855 gründete eine Privatgesellschaft die Kolonie Rio Novo mit schweizerischen, deutschen, niederländischen und portugiesischen Familien. Sie wurde später von der Regierung übernommen. Zwischen 1856 und 1862 gab es einen beträchtlichen Zustrom deutscher Einwanderer in die Kolonie Santa Leopoldina, die ihren Sitz im Hafen des heutigen Cachoeiro de Itapemirim am Fluss Rio Itapemirim, 50 km von dessen Mündung hatte. Bald wurden die alten Weidegebiete mit kleinen Bauernhöfen durchsetzt, die große expansive Stärke zeigten. Die Kolonien Santa Isabel und Santa Leopoldina schufen beispielsweise Ableger auf dem ganzen Plateau zwischen den Flüssen Jucu und Santa Maria, und später über den Fluss Rio Doce hinaus.
Bei ihren Kolonisierungsbemühungen waren die Einwanderer unter anderem mit ernsthaftem Widerstand der indigenen Bevölkerung in der Region des Rio Doce konfrontiert. Trotz Bemühungen der Sesshaftmachung und trotz Versuchen, ihre Arbeitskraft zu verwenden, kam es zu Zusammenstößen mit den Siedlern, und sogar zu schweren Auseinandersetzungen zwischen Indios und den Bewohnern von Cachoeiro de Itapemirim, die 1825 eine hohe Anzahl von Toten und Verletzten nach sich zog. Noch zwei Jahrzehnte später versuchte der Kommandeur von Itapemirim und zukünftige Baron Joaquim Marcelino da Silva Lima, auf leerstehenden Ländereien eine große Siedlung für die indigene Bevölkerung zu organisieren.

### Einfluss des Kaffees
Nach Ausrufung der Republik versuchte der Staat, effektiv den Fortschritt des Landes zu fördern. Die Zuckerrohrpflanzer wurden allmählich durch Kaffeepflanzer abgelöst, wenngleich noch keine Weiterverarbeitungsbetriebe für den Kaffee gegründet worden waren. Die Zuckermühlen verschwanden allmählich. Neben in der Provinz ansässigen Bauern, die zum Kaffeeanbau übergingen, kamen auch Pflanzer aus den benachbarten Staaten Rio de Janeiro, Minas Gerais und São Paulo, wie zum Beispiel der Baron von Itapemirim. Es ist der Arbeit dieser Siedler zu verdanken, dass die Abschaffung der Sklaverei längerfristig zwar die großen Fazendas, nicht aber die Wirtschaft von Espírito Santo zu Fall brachte. Es fanden sich sogar die notwendigen Mittel für Unternehmen wie den Eisenbahnbau, den Ausbau des Bildungssystems sowie die Gründung neuer Städte wie Muniz Freire. Es wurden in der Folge Wasser- und Stromversorgungsnetze gebaut, Kanalisationen, elektrische Straßenbahnen, ein Kraftwerk, Zuckerfabriken in Cachoeiro de Itapemirim und Itapemirim, eine Modellfazenda in Cariacica, Schulen sowie die Brücken zwischen Vitória und dem Festland entstanden. Diese und andere Arbeiten wurden mit den Einkünften des Kaffeeanbaus durch europäische Siedlerkolonien, die sich seit der Monarchie gebildet hatten, finanziert.
Das Bahnnetz, das unter Einfluss des Kaffeeexports in der Mitte des 19. Jahrhunderts in Espírito Santo gebaut wurde, hatte sein Zentrum in Campos dos Goytacazes und ermöglichte den Verkehr zwischen den zwei großen Gebieten des Kaffeeanbaus: der Zona da Mata in Minas Gerais und dem Süden von Espírito Santo. Obwohl außerhalb der Kaffeeregion gelegen, war es die Stadt Vitória, die in dieser Epoche die größten Fortschritte machte, und bereits im Jahr 1879 machte man erste Studien für den Bau eines Hafens, durch den die gesamte Kaffeeproduktion der Provinz exportiert werden konnte. In der Mitte des 19. Jahrhunderts erschien auch die Presse des Staates: die Zeitung O Correio da Vitória, die im Besitz von Pedro Antônio de Azeredo stand, erschien ab dem Jahre 1849.
Im Jahr 1850 existierten auf dem Gebiet von Espírito Santo zehn Gemeinden: Vitória, Serra, Nova Almeida, Linhares, São Mateus, Espírito Santo, Guarapari, Benevente (das heutige Anchieta) und Itapemirim. Kurz davor hatte die Provinz einen Teil seines Territoriums verloren, als Campos dos Goytacazes und São João da Barra von Espírito Santo abgetrennt wurden und in den Nachbarstaat Rio de Janeiro eingegliedert wurden.

## Wirtschaft und Landwirtschaft
Espirito Santo ist einer der größten Granitexporteure der Welt sowie einer der größten Kaffeeproduzenten des Landes.
Eisenerz, welches im Werk der CVRD (Companhia Vale do Rio Doce) aufbereitet wird (Produktion im Jahr 2005, 240,4 Mio. Tonnen), ist ebenso ein wichtiges Exportgut wie Zellulose aus der nördlich der Hauptstadt Vitória gelegenen Stadt Barra do Riacho (Aracruz Celulose S.A.).